# Pinguinii din Madagascar
Pinguinii din Madagascar (engleză: The Penguins of Madagascar) este un serial american de animație realizat pe calculator coprodus de DreamWorks Animation și Nickelodeon Animation Studio. Serialul prezintă nouă personaje din filmul Madagascar: pinguinii Căpitanul (Tom McGrath), Kowalski (Jeff Bennett), Rico (John DiMaggio) și Soldatul (James Patrick Stuart), lemurii Regele Julien (Danny Jacobs), Maurice (Kevin Michael Richardson) și Mortimer (Andy Richter) și cimpanzeii Mason (Conrad Vernon) și Phil. Este primul serial Nicktoons coprodus de DreamWorks Animation. Producătorii executivi ai acestui serial sunt Mark McCorkle și Bob Schooley, care au creat serialele Buzz Lightyear of Star Command (un spin-off al francizei Pixar Povestea Jucăriilor) și Kim Possible de pe Disney Channel.
Primul episod, Gone in a Flash, a fost difuzat în cadrul "Superstuffed Nicktoons Weekend" în ziua de vineri, 28 noiembrie 2008, iar următoarele episoade au fost difuzate regulat începând din 28 martie 2009. Premiera seriei a avut 6,1 milioane de spectatori, realizând un nou record pentru canal ca cea mai urmărită premieră.
Deși serialul are aluzii ocazionale la restul francizei, Pinguinii din Madagascar nu ia loc într-un timp precis. McGrath a spus că serialul ia loc "nu în mod specific înainte sau după film, eu doar i-am vrut înapoi la zoo. Mă gândesc la acesta că ia loc într-un univers paralel."
La sfârșitul lui 2010, serialul a fost programul numărul doi de televiziune pentru copii între vârstele de 2–11 ani și la numărul total de spectatori la basic cable. Serialul a fost lăudat pentru calitatea animației, care a fost considerată a fi bună pentru vremea sa.
În decembrie 2014, John DiMaggio a spus că serialul și-a terminat producția. Mark McCorkle și Bob Schooley au servit mai târziu drept consultanți creativi la următorul serial spin-off al francizei Madagascar, Trăiască Regele Julien!.

## Acțiunea
Într-o situație diferită față de filmele Madagascar, seria urmărește aventurile a patru pinguinii, Căpitanul (liderul grupului), Kowalski (cel deștept), Soldat (cel tânăr) și Rico (cel nesăbuit), Central Park Zoo din New York. Pinguinii conduc habitatul lor din grădina zoologică, realizând misiuni secrete în mijlocul orașului. Împreună cu ei sunt și Julien, regele lemurilor și supușii lui, Maurice și Mortimer, ce alcătuiesc expoziția lemurilor. Pinguinii trebuie să țină lucrurile din grădină sub control, chiar și când regele Julien are diferite dorințe.
Nu se explică cum Julien și ceilalți lemuri au ajuns în zoo dar, în secvența de titlu, pinguinii deschid o ladă și-l găsesc pe Julien înăuntru.

## Personajele
- Căpitanul - căpitanul (dublat de Tom McGrath)

Căpitanul are curajul unui erou de acțiune și lăudăroșenia corespunzătoare. Este un lider înnăscut, concentrat numai pe obținerea de rezultate. Căpitanul abordează fiecare situație cu intensitate, ceea ce poate explica imaginația lui excesiv de activă. Pentru Căpitan, orice coincidență inofensivă pare a fi o conspirație nefastă. E bine că are încredere 100% că numai echipa sa este capabilă să afle adevărul!
- Kowalski - (dublat de Jeff Bennett)

Atunci când Căpitanul are nevoie de o analiză sau de o invenție imediată, Kowalski este prezent cu creionul și carnețelul său, precum și cu metoda sa științifică aproximativă. Atitudinea autoritară a lui Kowalski ascunde faptul că de obicei nu are nicio idee despre ceea ce se întâmplă. Deși Kowalski este o capacitate științifică auto-proclamată, nu citește engleza mai bine decât restul Pinguinilor. Kowalski inventează mereu mașinării care le pun în pericol siguranța pinguinilor a grădinii zoologice a întregului oraș a pământului și odată chiar întregul univers.
- Rico - (dublat de John DiMaggio)

Rico reprezintă artileria liberă finală și și-a internalizat (la propriu) rolul de expert în demolări. Are un întreg departament de muniții la dispoziție și abilitatea remarcabilă de a "face rost" la cerere de bomba potrivită sau de oricâte articole folositoare. Deschizător de conserve? O mulinetă? 10.000 de rulmenți? Chitară bas? Le are.
- Soldatul - (dublat de James Patrick Stuart)

Soldatul este un pic confuz cu privire la cine este și la rolul său în grup. Deoarece nu este atât de sigur pe el, Soldatul este foarte deschis pentru orice experiență. Grădina zoologică poate fi un loc dur (în special Casa reptilelor), iar Soldatul este un pic prea evident naiv pentru propriul său bine. Deschiderea Soldatului îl transformă în cel mai probabil partener de petrecere cu lemurii la bine sau la rău.
- Regele Julien - regele lemurilor (dublat de Danny Jacobs)

Regele Julien este monarhul autoproclamat al grădinii zoologice și un animal petrecăreț. Acestui răsfățat rege băiat îi place să comande pe oricine din jur și ar fi complet insuportabil dacă n-ar insista ca toată lumea să se distreze! Ego-ul dominant al Regelui Julien este mai mult decât poate suporta trupul său minuscul. Împrăștie rapid insulte, dar și mai rapid zâmbete, așa că este greu să-l iei prea în serios pe acest lemur.
- Maurice - lemurul "Aye-aye" (dublat de Kevin Michael Richardson)

- Motimor - Mort este cel mai mare fan al Regelui Julien și discipolul său fără speranță. Nimic nu-i produce lui Mort o emoție mai mare decât să-i atingă picioarele Regelui Julien. Pentru a dovedi că este demn de Regele Julien, Mort concepe planuri nebunești care înrăutățesc întotdeauna lucrurile. Drăgălășenia ciufului lui Mort, ochii săi mari și vocea sa pițigăiată îl fac irezistibil pentru orice ființă umană. Totuși, aceste caracteristici îl fac incredibil de enervant pentru animalele de la grădina zoologică, ce îl evită cu orice preț. (dublat de Andy Richter)

- Marlene - vidra (dublat de Nicole Sullivan)

- Mason - cimpanzeul (dublat de Conrad Vernon)

- Phil - cimpanzeul

- Alice - îngrijitoarea cea nebună a grădinii zoologice este țâfnoasă și îi suspectează pe pinguini că fac niște lucruri ciudate.